# Reserva natural de las Islas Palma
La Reserva natural de las Islas Palma (en árabe: محمية جزر النخيل الطبيعية) consta de tres islas planas y rocosas de piedra caliza erosionada y la zona marina circundante, ubicada a 5,5 kilómetros (3,4 millas) de la costa y al noroeste de Trípoli, en el país asiático del Líbano.
El área total de la reserva es de 4,2 kilómetros cuadrados (1,6 millas cuadradas), que ha sido designada como Zona Especialmente Protegida del Mediterráneo en el marco del Convenio de Barcelona de 1995. Las islas también fueron identificados como Humedal Ramsar de Importancia Internacional Especial en 1980, y han sido identificadas como un Área Importante para las Aves por BirdLife International. Las islas son un refugio para las tortugas bobas en peligro de extinción (Chelona mydas), las focas monje y para la nidificación de las aves migratorias.